# 天主教布隆泉總教區
天主教布隆泉總教區（拉丁語：Archidioecesis Bloemfonteinensis）是南非一個羅馬天主教教省總教區，也是南非五個總教區之一。
總教區於1951年1月11日成立，管轄自由邦省西部和南部共四個教區，教座位於首府布隆泉。教區於2012年時有103,600名教友（佔轄區總人口7.1%）、四十九個堂區和廿九名司鐸。
現任總主教為佐利萊·伯多祿·姆潘巴尼，榮休總主教為賈布拉尼·阿達圖斯·恩杜馬洛。